# Бывшие (телесериал, США)
«Бывшие» (англ. The Exes) — американский комедийный телесериал, главные роли в котором исполнили Кристен Джонстон, Дональд Фэйсон, Уэйн Найт, Дэвид Алан Баше и Келли Стейблс. Премьера состоялась 30 ноября 2011 года на телеканале TV Land, сразу после старта третьего сезона сериала «Красотки в Кливленде». 2 февраля 2012 года TV Land продлил сериал на второй сезон.
10 августа 2015 года было объявлено, что TV Land решил закрыть сериал после четырёх сезонов, в связи с ребрендингом и отказом от многокамерных ситкомов в пользу более остросюжетных, однокамерных.

## Синопсис
Адвокат по разводам Холли живёт в квартире напротив трёх разведённых мужчин среднего возраста и вдобавок ещё является их арендодателем.

## Актёры и персонажи
- Дональд Фэйсон — Фил Чейз
- Уэйн Найт — Хаскел Лутц
- Кристен Джонстон — Холли Франклин
- Дэвид Алан Баше — Стюарт Гарднер
- Келли Стейблс — Иден Конклер

## Реакция

### Отзывы критиков
Пилотный эпизод получил смешанные отзывы от телевизионных критиков, получив 49 баллов из 100 на Metacritic на основе 14 отзывов.

### Телевизионные рейтинги
| Сезон   | Таймслот      | Кол-во эпизодов | Премьера       | Премьера                       | Финал          | Финал                       | ТВ сезон  | Зрители (В млн.) |
| Сезон   | Таймслот      | Кол-во эпизодов | Дата           | Премьера Зрители (В миллионах) | Дата           | Финал Зрители (В миллионах) | ТВ сезон  | Зрители (В млн.) |
| ------- | ------------- | --------------- | -------------- | ------------------------------ | -------------- | --------------------------- | --------- | ---------------- |
| Сезон 1 | Среда 10:30PM | 10              | 30 ноября 2011 | 1.43                           | 1 февраля 2012 | 1.18                        | 2011—2012 | 1.5              |